# Pabellón Domecq (Sevilla)

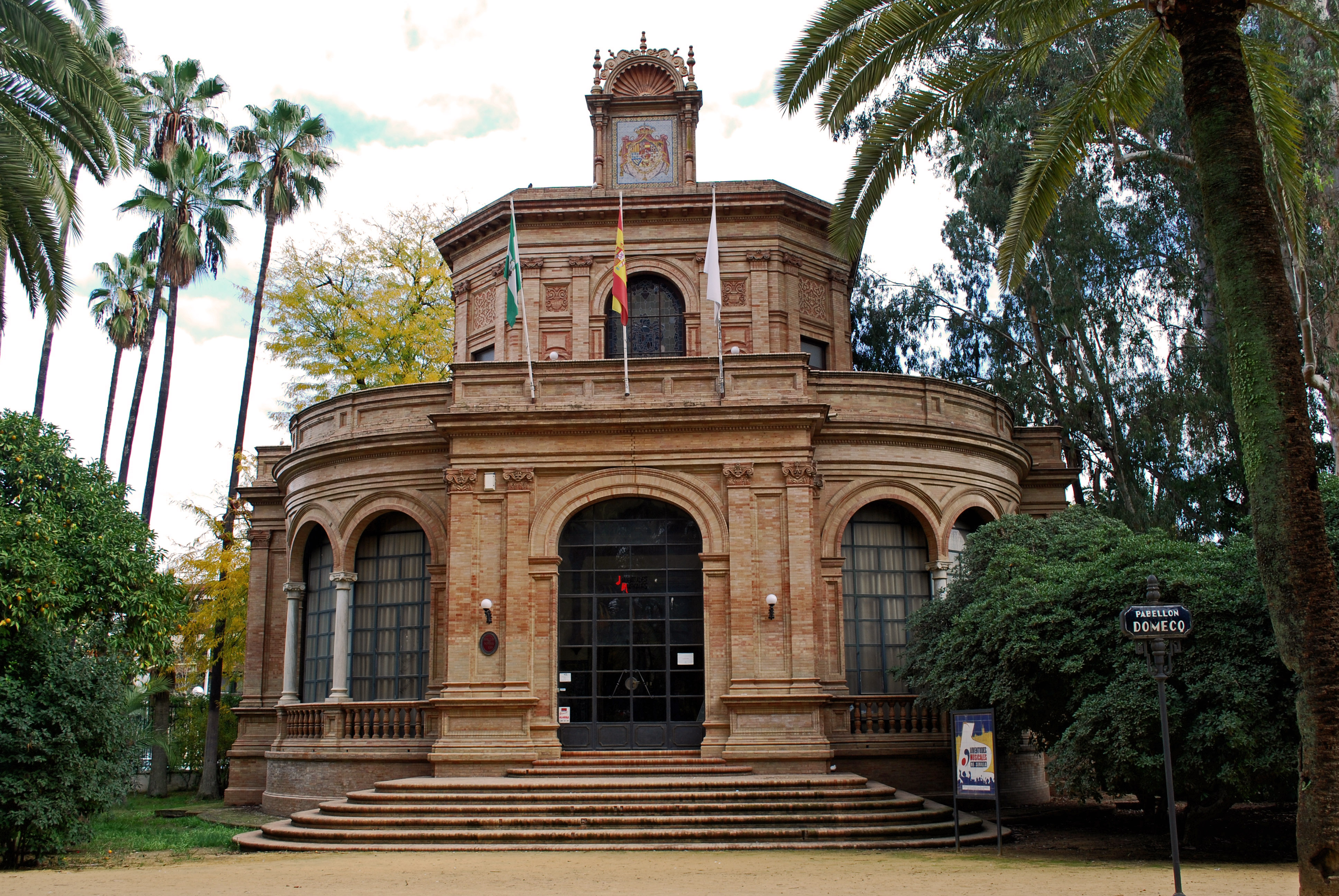
El pabellón, en una calle del parque.

El pabellón Domecq es un edificio neoclásico de ladrillo visto ubicado dentro del parque de María Luisa de Sevilla, Andalucía, España. Fue el pabellón de la empresa bodeguera jerezana Domecq en la Exposición Iberoamericana de 1929.

## Historia
Es obra del arquitecto Aurelio Gómez Millán. Domecq fue una de las empresas con un pabellón en esta exposición. El 12 de octubre de 1929 presentó en la ciudad su vino La Raza, creado en 1892.
A la inauguración del pabellón acudieron el rey Alfonso XIII y su familia, así como el presidente del Gobierno.
Después de la exposición fue utilizado como sede de la Sección Femenina de la Falange. Posteriormente fue usado como sede del Centro Meteorológico de Andalucía Occidental. Desde 1998 es la sede de las Juventudes Musicales.
Se encuentra cerca de la glorieta de Covadonga.